# Ein Stór Fjölskylda
Ein Stór Fjölskylda är ett soundtrack till filmen med samma namn. Albumet släpptes 1995 på Smekkleysa. Den isländska musikgruppen Skárren Ekkerts (idag Ske) har fyra låtar på albumet.

## Låtlista
1. Eins manns dans
2. Ég hata þig
3. Egotistique
4. Ein stór fjölskylda
5. Sætasta þyrnirósin í bænum
6. Dýrin í hálsakoti
7. Bláa kannan
8. On a bridge of crosses
9. Næturdætur
10. Monster of delight
11. Jónas og hundurinn
12. Pabba djamm
13. Low down
14. Mr. Dylan
15. Ég vil bara beat músik
16. Villtar meyjar
17. Ég - hljómsveit hússins